# جزيرة الدكتور مورو
جزيرة الدكتور مورو (بالإنجليزية: The Island of Doctor Moreau)‏، رواية خيال علمي صدرت عام 1896 بقلم هربرت جورج ويلز. بطل الرواية هو إدوارد بريدنيك، وهو رجل يتم إنقاذه بعد غرق سفينته، ويجد نفسه في جزيرة الدكتور مورو، وهو عالم مجنون الذي يخلق حيوانات شبيهة بالإنسان. تتناول الرواية عددا من الموضوعات الفلسفية، بما فيها الألم والقسوة، والمسؤولية الأخلاقية، هوية الإنسان، والتدخل البشري في الطبيعة.
كان هناك نقاش متزايد في أوروبا، في زمن نشر الرواية، بشأن الانحطاط الأخلاقي في العلم وتشريح الحيوانات الحية. بعد ذلك بعامين، تم تشكيل عدة مجموعات لمعالجة هذه المسألة، مثل الاتحاد البريطاني لإلغاء التشريح.

## ملخص الرواية
كان هناك شخص يدعى «برينديك» في زورق بالمحيط مع 2 من زملائه وحدثت مشادة بينهم فقُتل الاثنان ووقعوا في البحر وبقى هو وحده على الزورق وسط المحيط. كاد يموت من العطش والجوع ولم يدري بنفسه حتى اقتربت منه سفينه وحُملَ إليها. لم يكن من اصطحبه إلى السفينة صاحبها بل أحد الركاب ويدعى «مونتغومري» وكان وجهته لجزيرة مجهولة. كان قبطان السفينة يتخبط من شدة السكر ويعامل شخص ما كان بصحبة «مونتغومري» بطريقة سيئة لأن شكله كان دميم وغريب وكذلك «برينديك» كان مستغرب من شكله وباقي الركاب، كما أن القبطان لم يستحمل وجودهم بالكامل على سفينته وينتظر أقرب وقت لنزولهم على الجزيرة بسبب الحيوانات التي كان يصتحبها «مونتغومري» وحصلت مشادة بين القبطان والأخير، فتدخل «برينديك» مما أدى لنشأة الضغينة بينه وبين القبطان وطرده الأولي من السفينة.
عندما اقتربوا من الجزيرة، قرر القبطان أن «برينديك» لن يكمل معهم رحلته على السفينة وفرضاً عليه أن ينزل معهم إلى الجزيرة، أما عن «مونتغومري» فكان يرفض ايضاً إصطحاب «برينديك» معه إلى السفينة لسبب ما مجهول رغم انه في البداية أصر على اصطحابه معه على السفينة، ولما نزل «مونتغومري» إلى الزورق الذي سيحمله إلى الجزيرة ألقى القبطان ورائه «برينديك» مما أدى إلى انه سبح وراء الزورق ولما كاد ان يغرق حمله «مونتغومري» معه على الزورق، فلما وصل إلى الجزيرة وجد أن أغلب سكان الجزيرة وكذلك من كان معه على الزورق أشكالهم غريبه عن البشر ولا هم اللي بشر ولا هم حيوانات، وقابل صاحب الجزيرة «الدكتور مورو» وكان يوجد سر ما في الجزيرة لا يريدون «برينديك» أن يعرفه لذلك حظروه من أن يحاول معرفته وجعلوا إقامته بالقرب من الشاطئ بعيداً عن داخل الجزيرة. لم يعرف «برينديك» النوم تلك الليلة بسبب صراخ «انثى الكوجر» التي كانت من ضمن الحيوانات التي اصطحبها «مونتغومري» معه في السفينة. وبعد كثرة الصراخ خرج من غرفته ليتجول بالجزيرة ورأى أشياء غريبة وكان هناك شئ ما يلاحقه، فلما رجع كان خائفاً وكان «مونتغومري» ينتظره وسأله عما شاهده، وبعد إن أكتشف السر كان يجب على الأخير أن يوضح له الأمر وهو أن الدكتور مورو دكتور تشريح ويغير في جينات الحيوانات التي على الجزيرة ليكسبهم صفات البشر وبسبب ذلك الفعل تم طرده من بلاده..إلخ
بعدما عرف «برينديك» السر أراد أن يترك الجزيرة فأخبره «مونتغومري» أن المكان مجهول ولا توجد سفن تقترب منه إلى نادراً وعليه فهو مجبر أن يعيش في الجزيرة حتى يظهر أي جديد. وبعد إن مرت الأيام حدث شئ غريب في الجزيرة فلقد رأى «برينديك» أرنباً مقتول -وحيوانات الجزيرة ممنوعين من ذلك- فلما حكى لـ«مونتغومري» لم يكن ليصدق ذلك إلى بعدما شاهده بنفسه هو والدكتور مورو، فذهبوا إلى حيوانات الجزيرة واخبروهم بما حدث حتى يعرفوا من الجاني فلما اجتمعوا بالساحة كانوا خائفين من العقاب ولكن هناك 3 لم يحضروا بعد ومن ضمنهم الرجل الفهد وهو أحد المشكوك بهم -وقد ظهر لبرينديك من قبل عندما نزل على الجزيرة- فلما وصل وأثبتت عليه الأدلة وقرروا أن يعاقبوه بالموت هجم على الدكتور مورو وحاول قتله وهرب وكلهم وراءه محاولين الإمساك به حتى قاموا بتطويقه وقتله «برينديك»، وبعد ذلك الحدث بفترة تغير أسلوب الحيوانات خاصة «أنثى الكوجر» التي هربت من المعمل وكادت أن تقتل «برينديك» وخرج ورائها مورو مسرعاً حتى اقتتلوا ومات كلاهما. وتغير أسلوب الحيوانات ورجعت إلى طبيعتها الحيوانية فلما حاول «برينديك» الهرب في أحد الزورقين الموجودين على الشاطئ منعه «مونتغومري» لأنه كان مخمور هو والحيوانات وقام بإشعال النار بالزورقين ليمنعه من مغادرة الجزيرة. بعدها بفترة قتلته الحيوانات، وحاول «برينديك» أن يهرب بشتى الطرق فلم يبقى له إلا أن يبعد الحيوانات عنه أو يبتعد هو عنها مما أدى لإن يقتل منهم الكثير، ومرت الأيام واختفت جميع الصفات البشرية من الحيوانات وتكررت محاولاتهم لقتله.
وذات يوماً عندما كان «برينديك» على الشاطئ شاهد زورق يقترب منه وحاول بشتى الطرق أن يلفت نظرهم لكن لم يتحرك منهم أحد وينظر تجاهه وكأنهم لا يرونه، حتى أطاح الموج بالزورق وألقاه على شاطئ الجزيرة وأكتشف انهم ميتين منذ فترة، فأخذ الزورق وهرب به قبل أن تقتله الحيوانات. وبعدما وصل إلى البر لم يكن يحب أن يحكي قصته لأقرانه من البشر ولا أن يعيش معهم بسبب تشابههم في بعض الصفات الحيوانية وفضل أن يعيش وحده منعزلاً عنه فلم يصدق أحداً قصته.

## الشخصيات الرئيسية

### البشر
- إدوارد برينديك (بالإنجليزية: Edward Prendick)‏- الراوي وبطل الرواية.
- الدكتور مورو (بالإنجليزية: Dr. Moreau)‏- متخصص في تشريح الكائنات الحية حيث انه هرب وانتقل إلى جزيرة نائية في المحيط الهادئ لمتابعة بحثه وتجاربه عن الحيوانات البشرية.
- مونتغومري (بالإنجليزية: Montgomery)‏ - مساعد الدكتور مورو ومنقذ برينديك وهو طبيب يتمتع بقدر من البهجة والسعادة كما انه مدمن الكحول ويشعر ببعض التعاطف مع الحيوانات البشرية.

### الحيوانات البشرية
الحيوانات البشرية هي تجارب الدكتور مورو على الحيوانات لأعطتها سمات بشرية من خلال التشريح والجراحة مؤلمة وهم أسماءهم التالية:
- ميلينج (بالإنجليزية: M'ling)‏ - دربه مونتغومري على إعداد الطعام والتنظيف وأداء جميع المهام المنزلية البسيطة وهو يحمل سمات دب وكلب وثور
- الناطق بالقانون (بالإنجليزية: Sayer of the Law)‏ - كائن كبير ذو شعر رمادي يحفظ ويقرأ للآخرين تعاليم وقوانين الدكتور مورو.
- الرجل القرد (بالإنجليزية: Ape-Man)‏ - مخلوق شبيه بالقرد أو السعدان، ويعتبر نفسه مساوياً لبرينديك ويصنف نفسه مع البشر بلقب «رجال الخمسة» لأنه يختلف عن الحيوانات البشرية لامتلاكه خمسة أصابع في يده.
- المخلوق الكسلان (بالإنجليزية: Sloth Creature)‏ -
- الضبع الخنزير (بالإنجليزية: Hyena-Swine)‏ - آكل للحوم وهجين من الضبع والخنزير، ويصبح عدو لبرينديك بعد أحدات وفاة الدكتور مورو.
- الرجل النمر (بالإنجليزية: Leopard-Man)‏ -
- الرجال الثيران (بالإنجليزية: Ox-Men)‏ -
- الساتير البشري (بالإنجليزية: Satyr-Man)‏ - حيوان بشري هجين ما بين عنزة وقرد ومن شكله الشيطاني يصفه بريندريك بأنه يبعث فيه القلق.
- الرجال الخنازير والنساء الخنازير (بالإنجليزية: Swine-Men and Swine-Woman)‏ -
- مخلوق وحيد القرن الخيل (بالإنجليزية: Mare-Rhinoceros Creature)‏ -
- الرجال الذئاب والنساء الذئاب (بالإنجليزية: Wolf-Men and Wolf-Women)‏ -
- الرجال الدب الثور (بالإنجليزية: Bear-Bull Man)‏ -
- الرجل الكلب (بالإنجليزية: Dog-Man)‏ - حيوان بشري مخلوق من كلب السانت برنارد ولديه صفات الكلب في الإخلاص والوفاء حيث يبقى رفيقاً وعوناً لبرينديك في آخر المطاف.
- المرأة الدب الثعلب (بالإنجليزية: Fox-Bear Woman)‏ -
- الرجل الدب الثعلب (بالإنجليزية: Wolf-Bear Man)‏ -
- المرأة نصف الكوجر المنتهي (بالإنجليزية: Half-Finished Puma-Woman)‏ -
- الرجل الأصلوت (بالإنجليزية: Ocelot-Man)‏ -

## روابط خارجية
- جزيرة الدكتور مورو على موقع الموسوعة البريطانية (الإنجليزية)
- نسخة لرواية جزيرة الدكتور مورو على موقع مؤسسة هنداوي للتعليم والثقافة